# Шведская королевская академия словесности
Шведская королевская академия словесности, истории и древностей (швед. Kungliga Vitterhets Historie och Antikvitets Akademien, сокращённо Kungliga Vitterhetsakademien) основана в 1753 году королевой Луизой Ульрикой Прусской, женой Адольфа Фредрика и матерью Густава III и Карла XIII.
Одна из Шведских королевских академий. Профилем её первоначально была литература, но после основания Шведской академии в 1786 году было принято современное название академии и взята ориентация прежде всего на историко-филологические исследования и сохранение антикварных ценностей. Председатель Шведской комиссии по национальному наследию является одновременно секретарём академии.
Академия владеет и управляет замками Стъернсунд и Сконеалахольм, а также культурно-исторически ценными деревнями Стеншьё в Смоланде и Борг на Эланде, включая историческую крепость Гроборг.
Академия издаёт исторический журнал «Fornvännen» (с 1906 года).